# Пеш (коммуна)
Пеш (фр. Pech, окс. Puèg) — коммуна во Франции, находится в регионе Юг — Пиренеи, недалеко от границы с Андоррой. Департамент коммуны — Арьеж. Входит в состав кантона Ле-Кабан. Округ коммуны — Фуа.
Код INSEE коммуны — 09226.

## Население
Население коммуны на 2008 год составляло 34 человека.
| 1896 | 1962 | 1968 | 1975 | 1982 | 1990 | 1999 | 2008 |
| ---- | ---- | ---- | ---- | ---- | ---- | ---- | ---- |
| 120  | 33   | 48   | 30   | 21   | 27   | 34   | 34   |

## Экономика
В 2007 году среди 19 человек в трудоспособном возрасте (15—64 лет) 13 были экономически активными, 6 — неактивными (показатель активности — 68,4 %, в 1999 году было 65,2 %). Из 13 активных работали 10 человек (8 мужчин и 2 женщины), безработных было 3 (1 мужчина и 2 женщины). Среди 6 неактивных 4 человека были пенсионерами, 2 были неактивными по другим причинам.